# 农转非
农转非，即农业（农村）人口转为非农业（城镇）人口，是中国大陆自20世纪60年代以来，实行的一项严格城乡人口户籍管理的制度。

## 背景
中国大陆自1949年以来，就建立了一整套严格的按人口居住地登记户籍的管理制度。在50年代，城乡之间人口尚可相互迁徙落户。但自三年困难时期以后，在社会管理和粮食供给限制条件下，国家对城镇人口的生活口粮实行按人口限量供给商品粮的制度，人口迁徙落户由城往乡易，而由乡往城难。一般情况下，除农业（农村）人口因招工、招幹等原因随其身份及人事关系改变，可以由农业人口转为非农业人口，而进入城镇登记户籍居住外，农业人口是不能进城落户居住的，也不能享有国家的定量商品粮供给。
但在一些特殊的情况下，农业人口转为非农业人口又是不可避免的。如因城市发展而占用郊区农村土地，其农业人口必须进行产业转移；城镇人口中某些有特殊贡献的人员需解决其农村家属两地分居；军队干部的农村家属需随军迁移；农村无自我生活能力的孤寡老幼人口必须投靠亲友等等情况，都需要解决其农村户口转为城镇户口的问题，并同时解决其口粮供给问题。于是，各级政府就出台了一系列农转非的政策规定，拟定了不同情况下解决户口登记及相应的口粮供给问题的政策界线，逐步形成了一整套农转非的制度。
80年代以来，随着改革开放和城市化进程的发展，农村人口向城镇迁徙已是大势所趋，不可逆转，要求户籍改革的呼声高涨。于是，各地逐渐出现了放宽农转非政策限制的情况。近年来，部分地方尤其是部分中小城镇，已实际上将农转非政策限制制度改变为有条件地登记落户管理制度。随着时代的发展，二元戶口制度在不少省市已經失去現實限制只有象徵性，农转非制度必将逐漸退出户籍管理的历史舞台。

## 高等教育生戶口
2000年前后中国政策要求農戶的大中专學生必须将户口迁至学校城市集体户，但是該戶口並非居民戶而是一種學校特有集體戶，表示該人民這段時間實質居住與活動在該學校所在城市，因此不算是實質农转非而是一種「暫時农转非」。大學生畢業後多數不會選擇再回農村，而是在城市或別的城市留下來工作，户口也就迁到工作单位，在小公司上班的則多數掛靠人才市场的集體戶口，此時也就遷出學校。少數回農村的人則自行遷回。
對於某些人口壅擠的一線城市有禁止或有條件落戶規定，此時畢業生便拿暫住證視為外來人口，本人戶口必須自行遷回出生地農村回歸農民身份，多數學校有兩年的緩衝期，當發現超過兩年還未遷回農村的，將報請公安機關自動強制遷回該學生的出生地。